# Великовесёлое
Великовесёлое (укр. Великовеселе) — село в Первомайском районе Николаевской области Украины.
Основано в 1792 году. Население по переписи 2001 года составляло 406 человек. Почтовый индекс — 56340. Телефонный код — 5135. Занимает площадь 0,935 км².

## Местный совет
56340, Николаевская обл., Врадиевский р-н, с. Великовеселе, ул. Тихая, 13